# 177-й меридіан східної довготи
177-й меридіан східної довготи — лінія довготи, що лежить на 177 градусів східніше Гринвіцького меридіана. Вона проходить від Північного полюса через Північний Льодовитий океан, Азію, Тихий океан, Нову Зеландію, Південний океан та Антарктиду до Південного полюса.
177-й меридіан східної довготи формує велике коло разом із 3-тім меридіаном західної довготи.

## Список географічних об'єктів, що перетинає 177° сх. д.
Починаючи на Північному полюсі та рухаючись до Південного полюса, 177-й меридіан східної довготи проходить через:
| Координати                                                   | Країна, територія або море | Примітки |
| ------------------------------------------------------------ | -------------------------- | --- |
| 90°0′ пн. ш. 177°0′ сх. д. / 90.000° пн. ш. 177.000° сх. д.  | Північний Льодовитий океан | |
| 72°15′ пн. ш. 177°0′ сх. д. / 72.250° пн. ш. 177.000° сх. д. | Східносибірське море       | |
| 69°37′ пн. ш. 177°0′ сх. д. / 69.617° пн. ш. 177.000° сх. д. | Росія                      | |
| 62°31′ пн. ш. 177°0′ сх. д. / 62.517° пн. ш. 177.000° сх. д. | Берингове море             | Проходить західніше острова Киска, Аляска, США |
| 52°0′ пн. ш. 177°0′ сх. д. / 52.000° пн. ш. 177.000° сх. д.  | Тихий океан                | Проходить східніше атола Арорае[en], Кірибаті Проходить західніше атола Нуї, Тувалу Проходить західніше острова Ротума, Фіджі Проходить східніше острова Віва[en], Фіджі Проходить західніше острова Вая[en], Фіджі Проходить західніше островів Маманука[en], Фіджі Проходить західніше острова Вакаарі[en], Нова Зеландія |
| 37°56′ пд. ш. 177°0′ сх. д. / 37.933° пд. ш. 177.000° сх. д. | Нова Зеландія              | Проходить через Північний острів Проходить через Факатане |
| 39°17′ пд. ш. 177°0′ сх. д. / 39.283° пд. ш. 177.000° сх. д. | Тихий океан                | Затока Гок |
| 39°38′ пд. ш. 177°0′ сх. д. / 39.633° пд. ш. 177.000° сх. д. | Нова Зеландія              | Проходить через Північний острів |
| 39°47′ пд. ш. 177°0′ сх. д. / 39.783° пд. ш. 177.000° сх. д. | Тихий океан                | |
| 60°0′ пд. ш. 177°0′ сх. д. / 60.000° пд. ш. 177.000° сх. д.  | Південний океан            | |
| 77°50′ пд. ш. 177°0′ сх. д. / 77.833° пд. ш. 177.000° сх. д. | Антарктида                 | Проходить через Територію Росса (претендує Нова Зеландія) |